# Lars Elgersma

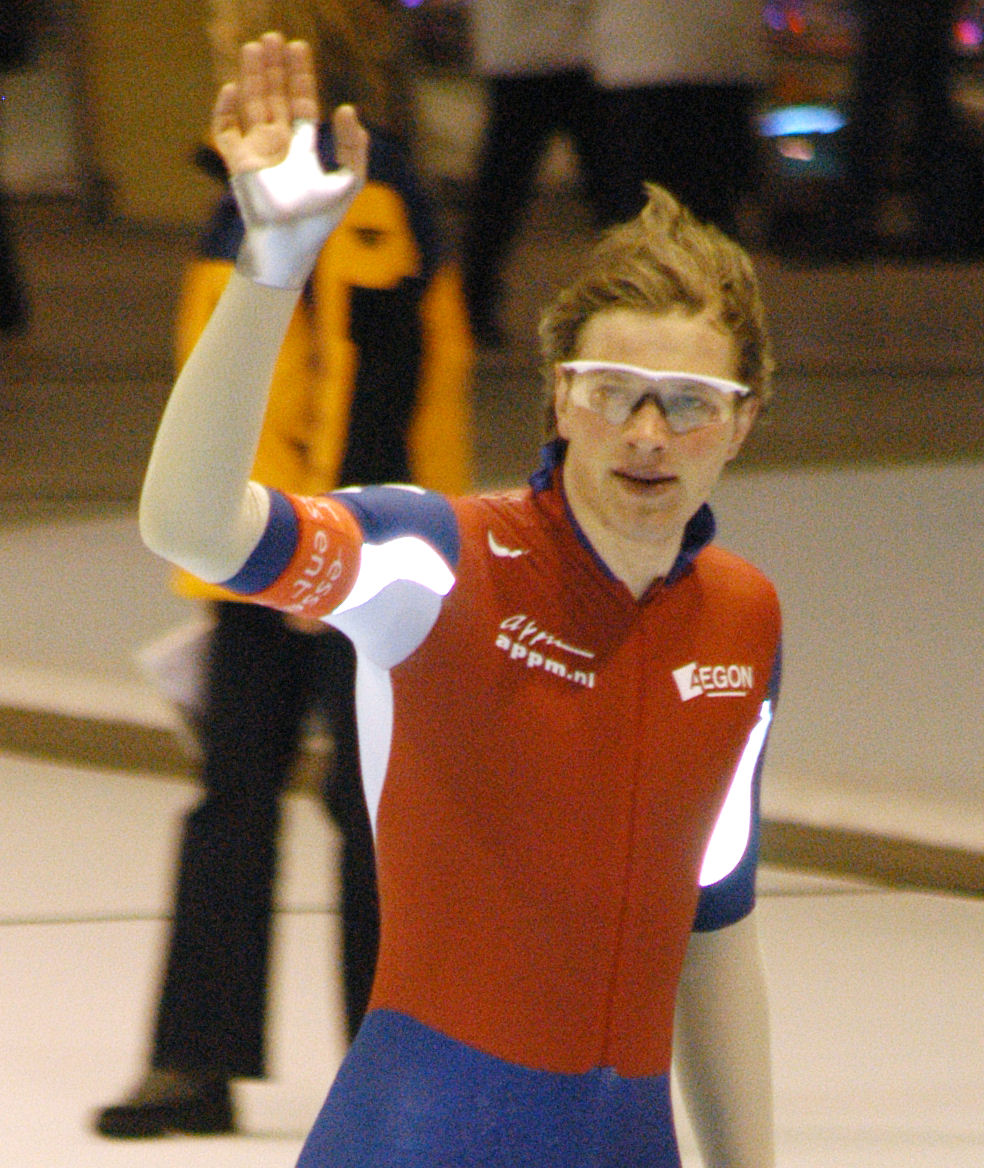
Lars Elgersma beim Weltcup in Heerenveen (2008)

Lars Elgersma (* 25. Oktober 1983 in Oudorp) ist ein niederländischer Eisschnellläufer, der auf die Kurzstrecken spezialisiert ist.
Lars Elgersma startet seit der Saison 2006/07 im Weltcup. Schon in seinem ersten Rennen kam er über die 500 Meter unter die Top 10 (Rang 9). Bei den Junioreneuropameisterschaften 2005 in Helsinki gewann er über die 1500 Meter die Bronzemedaille.

## Eisschnelllauf-Weltcup-Platzierungen
| Platzierung | 100 m | 500 m | 1000 m | 1500 m | Team |
| ----------- | ----- | ----- | ------ | ------ | ---- |
| 1. Platz    |       |       |        |        |      |
| 2. Platz    |       |       |        |        |      |
| 3. Platz    |       |       |        |        |      |
| Top 10      |       | 2     | 5      |        |      |

(Stand: 22. November 2009)